# Samuel C. Phillips
Pour les articles homonymes, voir Samuel Phillips et Phillips.
Samuel Cochran Phillips, né le 19 février 1921 et mort le 31 janvier 1990, est un général américain ayant été directeur du programme Apollo entre 1964 et 1969 avant de devenir directeur de la NSA d'août 1972 à août 1973. Phillips avait aussi été pilote pendant la Seconde Guerre mondiale, durant laquelle il s'est illustré.

## Biographie
Né en 1921 à Springerville en Arizona d'un père électricien, Samuel Phillips s'est lui aussi très tôt intéressé à la radio et à l’électronique. Vivant dans une famille aux moyens modestes, il reçoit une bourse pour payer ses frais de scolarité à l'Université du Wyoming qu'il quitte en 1942 avec un diplôme d'électrotechnique. En parallèle de ses cours en génie électrique à l'Université, Phillips a obtenu sa licence de pilote privé et a rejoint le Reserve Officers Training Corps. Étant dans un corps de réserve et les États-Unis ayant déclaré la guerre au Japon, Phillips n'avait, comme il l'expliquera plus tard dans une interview, aucun doute sur ce qu'il allait se passer après qu'il eut quitté l'université. Effectivement, il est envoyé dans l'armée où il est rapidement transféré à l'US Air Force. Après avoir suivi l'entrainement au vol, Phillips combattra dans la 8th Air Force de 1944 à 1945 où il s'illustrera. Il reçoit ainsi deux Distinguished Flying Cross, huit Air Medal et la croix de guerre. En 1950, il décroche un Master of Engineering de l'Université du Michigan.

### Carrière
Une fois la guerre terminée, Phillips est devenu directeur des opérations au sein du laboratoire travaillant sur le projet du bombardier B-52. Après le succès du projet B-52, il est affecté au programme qui se consacrait à la création d'un missile balistique intercontinental : le Minuteman, qui sera également un succès pour l'armée américaine. Fort de ses deux réussites, Phillips est repéré par George Mueller, alors administrateur adjoint du Bureau des vols habités de la NASA, qui le nomme directeur du programme Apollo en expliquant que « l'expérience du général Phillips dans la gestion du programme Minuteman pour l'Air Force, où il a respecté ou dépassé tous les objectifs du programme, y compris les horaires et les coûts, apporte à la NASA les compétences requises pour la réalisation du grand et complexe programme Apollo ». Il fut un administrateur reconnu pour son investissement dans le projet : il organisait de fréquentes réunions, se tenait au courant du moindre problème tout en n'hésitant pas à aller visiter les usines ou les installations relatives au projet. Après le succès d'Apollo 11 où des hommes se sont posés pour la première fois sur la lune, Phillips décida de quitter la NASA afin de retourner dans l'armée. Il est ainsi affecté en septembre 1969 à l'Air Force Space Program and Missile System Organization, poste qu'il conserve jusqu'en 1972, date à laquelle il est nommé directeur de la NSA. Avant de prendre sa retraite en 1975, Phillips est devenu le commandant du Air Force Systems Command (en), une unité militaire de recherche et développement en armement. Il meurt en 1990 des suites d'un cancer dans sa maison à Palos Verdes Estates en Californie.

## Décorations
- Distinguished Flying Cross
- Air Medal
- Croix de guerre 1939-1945
- Legion of Merit
- NASA Distinguished Service Medal